# F・1キッド
『F・1キッド』（エフワンキッド）は、すがやみつるによる日本の漫画。『月刊コロコロコミック』（小学館、以下『コロコロ』と略）において、1979年（昭和54年）3月15日号（第11号）から9月号（第17号）まで連載された。全7話。単行本は発行されていない。

## 概要
後のすがやのヒット作となる『ゲームセンターあらし』は、当初読み切りとして『コロコロ』1978年（昭和53年）第9号（同年11月15日号）に掲載され、本作品はその次号から連載が開始された。
JAFグランプリなどの自動車競技を題材とし、実在の人物であるヨーロッパチャンピオンのブルーノ・ジャコメリが登場する場面や、1978年の鈴鹿サーキットでのJAFグランプリなどの史実を交えた物語として描かれたが、人気が得られなかったため、日本製スポーツカーである童夢-零などスーパーカーを中心に路線変更。童夢社で零の開発に携わった小野昌朗（後の東京R&D代表取締役）が登場するなどの展開となったが、やはり人気には結びつかなかった。後の1979年春、『コロコロ』増刊号発刊時に再度『あらし』の読み切りが掲載されたところ、人気アンケートで圧倒的な票数で人気第1位という予想外の事態となった。このことで編集部は『あらし』の連載化と、不人気の本作の連載終了を決定。こうして作品は幕を閉じた。
本作が不人気に終わった要因は、連載以前にF1レースが日本で開催されたことはあったがブームには程遠く、実際に80年代後半から90年代前半にかけて起こったF1ブームよりも10年早かったためなどと指摘されており、すがや自身も、小学生の読者にはそぐわないマニアックな自動車の話などが要因と見ている。
後にすがやは自動車漫画への再挑戦として、チョロQを題材とした企画を作り上げたが、折りしも同時期に『あらし』がTVアニメ化されたため、『あらし』の連載を中断することができず、彼のもとでアシスタントを務めていた池田淳一が漫画家として独立した際、すがやがこの企画を彼に提供し、『ゼロヨンQ太』として『コロコロ』でヒットすることとなった。

## あらすじ
主人公・帆村 一（ほむら はじめ）は、小学生でありながら3歳の頃からレーシングカーに乗り続けるレーシングドライバー。1978年、現役F2チャンピオンのブルーノ・ジャコメリを鈴鹿サーキットで破った一は、念願のレース出場のライセンスを獲得。地球上で最も小さく最も大きいレーシングドライバーとしてジャコメリから「F1キッド」の通称を名づけられ、栄光を賭けて世界へと羽ばたく。